# Ammophila hevans
Ammophila hevans är en biart som beskrevs av Menke 2004. Ammophila hevans ingår i släktet Ammophila och familjen grävsteklar. Inga underarter finns listade i Catalogue of Life.